# Józef Peszka

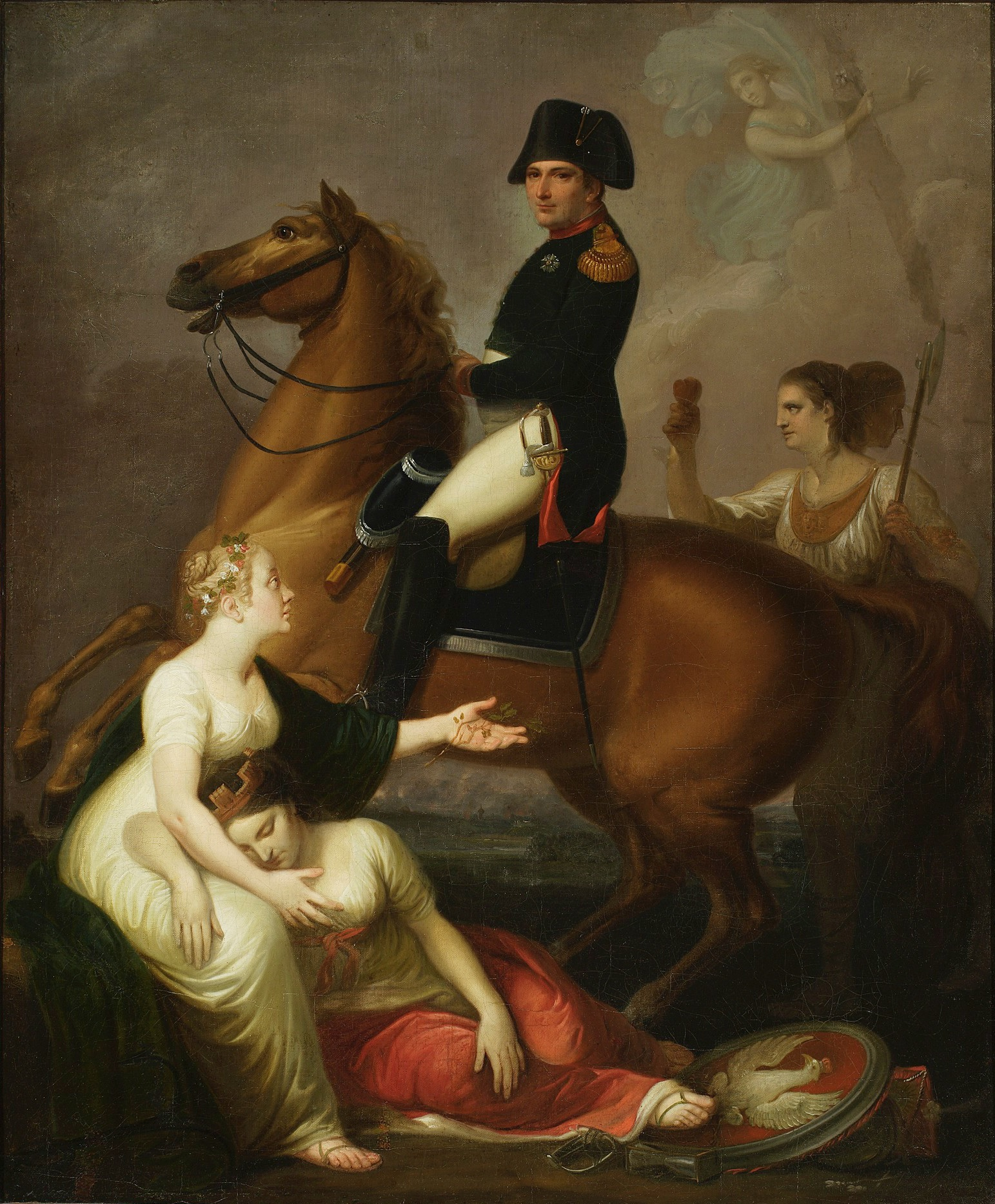
Scena alegoryczna z Napoleonem

Józef Peszka (ur. 19 lutego 1767 w Krakowie, zm. 4 września 1831 tamże) – polski malarz.

## Życiorys
Malarstwo studiował w Warszawie pod kierunkiem Franciszka Smuglewicza. W latach 1793–1812 odbył wiele podróży na tereny dawnego Wielkiego Księstwa Litewskiego i do Petersburga. Podczas podróży rysował i malował, przeważnie techniką sepii i akwareli, krajobrazy, często z bogatym sztafażem.
W 1813 osiedlił się w Krakowie i został profesorem malarstwa w Szkole Sztuk Pięknych. Tworzył głównie portrety bohaterów narodowych, działaczy oświeceniowych, magnatów, a także mieszczan. Pod wpływem Franciszka Smuglewicza namalował kilka obrazów historycznych, pozostawił też obrazy mitologiczne oraz wiele rysunków tuszem i sepią przedstawiających sceny z historii Polski.
Niektóre jego dzieła:
- Hugo Kołłątaj
- Portret Adama Kazimierza Czartoryskiego
- Tadeusz Kościuszko